# Academia de Bellas Artes de Santa Bárbara
La Academia de Bellas Artes de Santa Bárbara fue una institución valenciana dedicada a la enseñanza de las artes que fue inaugurada en Valencia el 7 de enero de 1753. La creación de esta academia puso la primera piedra para promover unos estudios artísticos reglados en tiempos de la Ilustración. Heredera de los círculos culturales de la época e impulsada por artistas como Ignacio y José Vergara, que ya habían organizado una escuela en su taller, Cristóbal Valero o Luis Domingo, la entidad pretendía superar el carácter gremial, arrastrado desde la Edad Media, por una formación más intelectual. 
Esta academia tomo como modelo la de San Fernando de Madrid y también nació estrechamente vinculada a la monarquía. Se la denominó Santa Bárbara en honor a la esposa de Fernando VI, Bárbara de Braganza.
En su creación contó con el respaldo de las instituciones valencianas. Así, el ayuntamiento cedió el edificio de la Universidad de Valencia en la calle La Nau y el Arzobispado, uno de los principales clientes de los artistas que pasaban por sus aulas, aplaudió la iniciativa. Sin embargo, se extinguió en apenas siete años al quedar eclipsada, en buena medida, por la institución madrileña y por la muerte de la reina, su principal valedora. 
Se la considera el germen de la actual Real Academia de Bellas Artes de San Carlos que con una réplica de los estatutos fundacionales de la Academia de San Fernando, inició su andadura en 1765.